# Sebastian Grave
Hans Sebastian Grave, född 25 december 1688 i Filipstad[källa behövs], död 14 mars 1748, var en svensk tidig industriman och brukspatron främst i Säfsnäs socken i Västerdalarna (numera västra delen av Ludvika kommun). 
Grave var lärjunge till Christopher Polhem och räknas som grundare av bruken i Fredriksberg och Annefors, Gravendal, Strömsdal och Ulriksberg. Orten Gravendal har sitt namn efter Sebastian Grave.

## Biografi

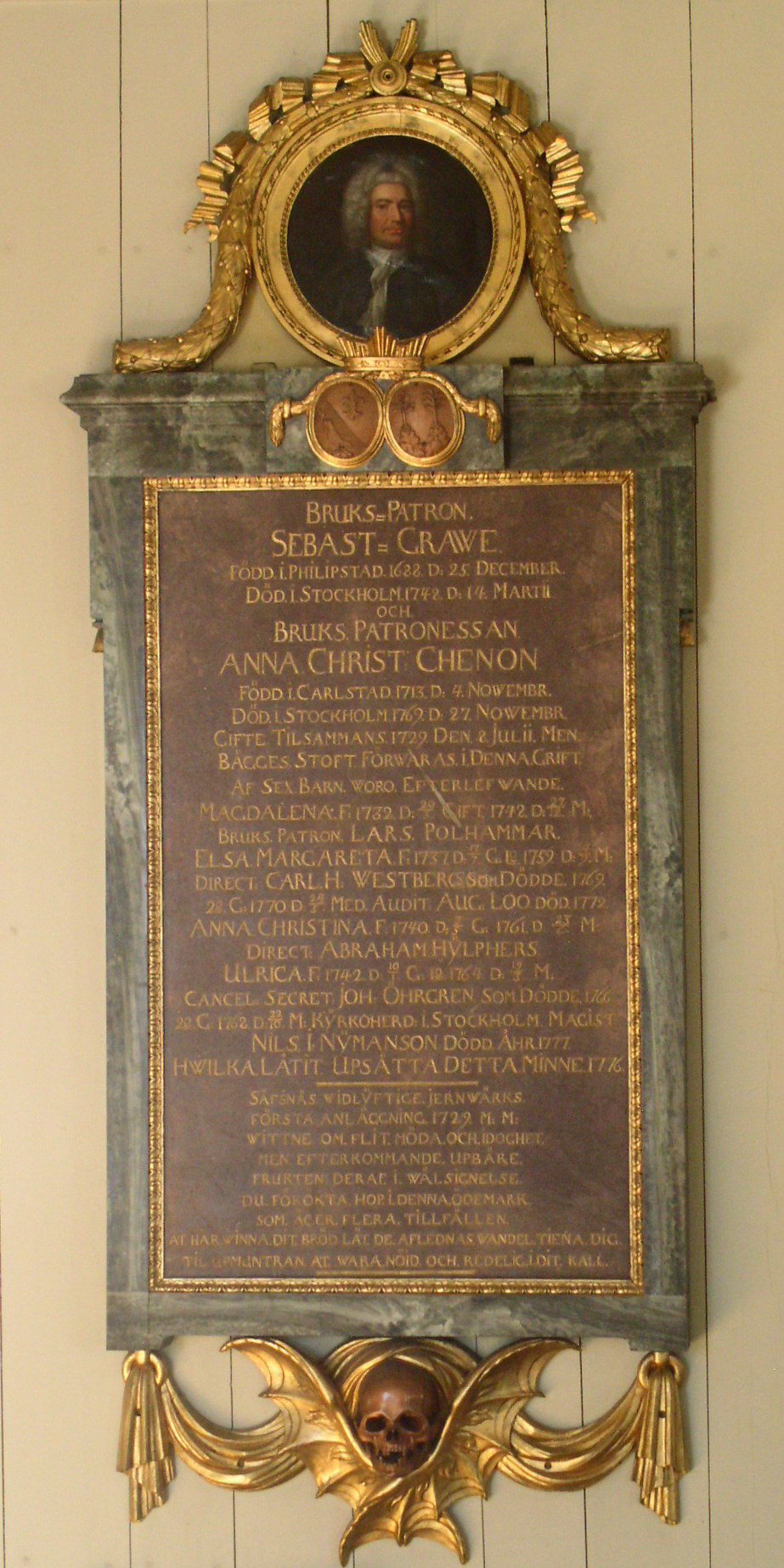
Epitafium över Grave.

Sebastian Grave var son till Bryngel Sebastiansson Grave och Brita Torstensdotter. Graves intresse för mekaniska konstruktioner förde honom till Christopher Polhem, under vars överinseende han fördjupade sina kunskaper. 1712 antogs han som auskultant i Bergskollegium. Från denna tid ägnade han sitt främsta intresse åt bergshanteringen och sysselsatte sig under flera år med värmländska malmfyndigheter och gruvor. År 1729 gifte han sig med Anna Kristina, född Chenon.
Med kapital främst från Hans Olofsson Ström i Göteborg, började han 1724 bygga upp storskaliga bruksanläggningar i Nås finnmark (från 1748 Säfsnäs socken), och uppbyggde på endast elva år Gravendals, Fredriksbergs och Annefors järnbruk samt Strömsdals och Ulriksbergs masugnar. Dessa projekt genomfördes under stora svårigheter. Ägotvister riskerade flera gånger att leda till rivning av hans nya bruksbyggnader. Tillsammans med stora ekonomiska bekymmer och kroppslig överansträngning undergrävde det hans hälsa och han dog 14 mars 1748. 
På dödsbädden lovade hans förläggare, kommerserådet Klas Grill, att Graves arvingar skulle få behålla egendomarna, om han kunde uppge någon pålitlig man som ville åtaga sig brukens drift. Christopher Polhem föreslog sin brorson Lars Polhammar, som fullgjorde detta uppdrag med sådan redlighet att bruken efter sexton år överlämnades till änka och barn skuldfria och i fullkomlig ordning, trots att skulderna vid Graves död hade uppgått till hela bouppteckningsbeloppet. Lars Polhammar gifte sig sedermera med Graves dotter Magdalena.
Grave blev så småningom begravd i Säfsnäs kyrka när denna färdigställts. En gravhäll finns i koret, där även ett epitafium över honom står uppfört.